# Regionen Ghanas
Der westafrikanische Staat Ghana ist politisch in 16 Regionen mit jeweils einem Regionalminister an der Spitze sowie einem eigenen regionalen Gerichtshof aufgeteilt. Ein Referendum vom 27. Dezember 2018, basierend auf einem Wahlversprechen der New Patriotic Party zu den Wahlen 2016, neue Regionen zu schaffen, führte zur Bildung aller sechs vorgeschlagenen neuen Regionen im Februar 2019.
Die Regionen sind in sich wiederum in Distrikte unterteilt.

## Seit 2019

Regionen Ghanas

| Region        | Hauptstadt       | Fläche (km²) | Bevölkerung 2019 | Bevölkerungsdichte (Ew./km²) |
| ------------- | ---------------- | ------------ | ---------------- | ---------------------------- |
| Ahafo         | Goaso            | 5.193        | 599.900          | 115,52                       |
| Ashanti       | Kumasi           | 24.389       | 5.792.200        | 237,49                       |
| Bono          | Sunyani          | 11.107       | 1.142.500        | 102,86                       |
| Bono East     | Techiman         | 23.257       | 1.108.200        | 47,65                        |
| Central       | Cape Coast       | 9.826        | 2.563.200        | 260,86                       |
| Eastern       | Koforidua        | 19.323       | 3.244.800        | 167,92                       |
| Greater Accra | Accra            | 3.245        | 4.943.100        | 1523,30                      |
| North East    | Nalerigu         | 9.074        | 575.600          | 63,43                        |
| Northern      | Tamale           | 25.448       | 1.905.600        | 74,88                        |
| Oti           | Dambai           | 11.066       | 742.700          | 67,12                        |
| Savannah      | Damongo          | 35.862       | 581.400          | 16,21                        |
| Upper East    | Bolgatanga       | 8.842        | 1.273.700        | 144,05                       |
| Upper West    | Wa               | 18.476       | 849.100          | 45,96                        |
| Volta         | Ho               | 9.504        | 1.865.300        | 196,26                       |
| Western       | Sekondi-Takoradi | 13.847       | 2.165.200        | 156,37                       |
| Western North | Wiawso           | 10.074       | 928.000          | 92,12                        |

## 1987–2019

Regionen Ghanas 1987–2019

Von 1987 bis 2019 war Ghana politisch in 10 Regionen unterteilt.
| Region        | Hauptstadt       | Fläche (km²) | Bevölkerung 2016 |
| ------------- | ---------------- | ------------ | ---------------- |
| Ashanti       | Kumasi           | 24.390       | 5.406.200        |
| Brong Ahafo   | Sunyani          | 39.557       | 2.660.600        |
| Central       | Cape Coast       | 9.826        | 2.437.800        |
| Eastern       | Koforidua        | 19.323       | 3.028.600        |
| Greater Accra | Accra            | 3.245        | 4.613.600        |
| Northern      | Tamale           | 70.383       | 2.858.800        |
| Upper East    | Bolgatanga       | 8.842        | 1.188.800        |
| Upper West    | Wa               | 18.476       | 792.500          |
| Volta         | Ho               | 20.570       | 2.434.200        |
| Western       | Sekondi-Takoradi | 23.921       | 2.887.100        |

Nach dem Referendum 2018 wurden vier Regionen aufgeteilt:
| Region      | aufgeteilt in | Gründung am      |
| ----------- | ------------- | ---------------- |
| Brong Ahafo | Bono          | (umbenannt)      |
| Brong Ahafo | Ahafo         | 13. Februar 2019 |
| Brong Ahafo | Bono East     | 13. Februar 2019 |
| Northern    | Northern      | –                |
| Northern    | North East    | 12. Februar 2019 |
| Northern    | Savannah      | 12. Februar 2019 |
| Volta       | Volta         | –                |
| Volta       | Oti           | 15. Februar 2019 |
| Western     | Western       | –                |
| Western     | Western North | 15. Februar 2019 |

Die anderen sechs blieben unverändert.